# Castillo de la Corona (Almudévar)
El castillo de la Corona es un conjunto medieval militar localizado en el municipio oscense de Almudévar

## Historia
El origen del nombre Almudévar proviene del árabe y significa “El Redondo” aludiendo a la forma del lugar donde se asentaba un castillo de origen musulmán.
Se tiene constancia de que el Almudévar musulmán allá por el 1083 ya pagaba parias a Sancho Ramírez. En la Crónica de San Juan de la Peña se relata que Pedro I llegó hasta Almudévar en su avance hacia el sur a finales del siglo XI, aunque no fue reconquistado hasta 1118.
En 1170 Alfonso II otorgó carta puebla pasando a ser villa de realengo regida por tenentes y autorizando a los aldeanos a utilizar los restos del castillo musulmán para construir una iglesia, la cual se construyó entre los años 1184 y 1231 dentro del estilo cisterciense y en advocación a la Virgen de La Corona, iglesia de la cual solo quedan hoy día los paredones en donde se ven las marcas de los arcos apuntados que sujetaban la bóveda.
En 1364 tuvo lugar en este castillo una entrevista entre Carlos II de Navarra y Enrique de Trastámara con la reina de Aragón para tratar de derrocar al rey castellano Pedro I el Cruel.

## Descripción
El conjunto que vemos hoy en día, se sitúa sobre un promontorio que domina la población. Lo componen varias construcciones que abarcan desde el siglo XII hasta el siglo XVI y su silueta es referente de la Hoya de Huesca.
Los restos conservados corresponden a la antigua iglesia construida entre 1184 y 1231, de estilo cisterciense donde se aprecian los arranques de la bóvedas. El templo se amplió en el siglo XVI con capillas abiertas a una nave lateral. Posteriormente, ya en estilo barroco se levantó la ermita de la Virgen de la Corona.
Destaca la torre del homenaje, de planta rectangular de alrededor de 13 por 5’5 metros de lado y 15 de altura construida en sillarejo reforzada en sillar y rematada con una galería de arcos de ladrillo añadida en el siglo XVI.
Sobre las murallas se ven dos torreones rectangulares muy chatos y, en el extremo oeste vemos la entrada principal al conjunto que es una puerta con arco de medio punto con grandes dovelas, en cuya clave aparece un escudo fechado en 1584.